# Hans Hansen-Menstrup
 Der er flere personer med dette navn, se Hans Hansen.
Hans Hansen-Menstrup (28. maj 1819 i Menstrup, Marvede Sogn – 29. august 1899 sammesteds) var en dansk bonde og politiker.
Hans Hansen var søn af arvefæster Hans Hansen (ca. 1775-1827) og Margrethe Mortensdatter (ca. 1780-1851). Han bestyrede en tid sin fædrene gård for sin mor, overtog den som arvefæster 1847 og blev en af sin egns ledende mænd. Hansen var således medlem af sognerådet 1845-59, af Præstø Amtsråd 1859-86 og af bestyrelsen for Den sjællandske Bondestands Sparekasse 1846-90, hvor han var næstformand 1884-90.
Hansen var oprindeligt en af de sjællandske Bondevenner, der anså J.A. Hansen som deres politiske lederfigur, men den, der stod Hansen nærmest var C.C. Alberti, som også var knyttet til sparekassen. Hans Hansen blev 1861 valgt til folketingsmand for Fuglebjergkredsen og blev genvalgt lige indtil, han 1898 frivilligt trak sig tilbage. I stedet blev Lars Jensen kredsens nye mand.
Han var en af de tre politikere, som på Bondevennernes vegne var værter for godsejerne ved den berømte højtidelighed på Hotel Phønix 10. oktober 1865 (se Oktoberforeningen), men han stemte sammen med Alberti imod Den gennemsete Grundlov af 1866. Senere var han med til at danne Det forenede Venstre, og han fulgte Alberti i dette partis senere opsplitninger. Under brydningerne mellem venstregrupperne omkring 1890 var han nærmest løsgænger, stemte 1894 imod forliget med Højre og gik 1895 ind i Venstrereformpartiet. Hansen talte nærmest aldrig på tinge, men øvede indirekte en vis indflydelse, og inden for alle venstrefraktionerne blev han opfattet med ærbødighed som en af partiets ærede veteraner.
Han blev gift 11. januar 1844 i Marvede med Ane Jensdatter (25. juni 1823 i Marvede – 25. januar 1899 i Menstrup), datter af gårdejer Jens Rasmussen (1785-1828) og Ane Olsdatter (ca. 1783-1860, gift 2. gang 1829 med gårdejer Ole Pedersen, 1792-1846).
Han er begravet på Marvede Kirkegård.
Han er afbildet på litografi af mænd af Det forenede Venstre (1874). Xylografi 1891 efter fotografi. Fotografi.